# 1960 en France
Chronologie de la France
- 1956
- 1957
- 1958
- 1959
- 1960
- 1961
- 1962
- 1963
- 1964

Cet article présente les faits marquants de l'année 1960 en France.

## Événements

### Janvier
- 1er janvier :

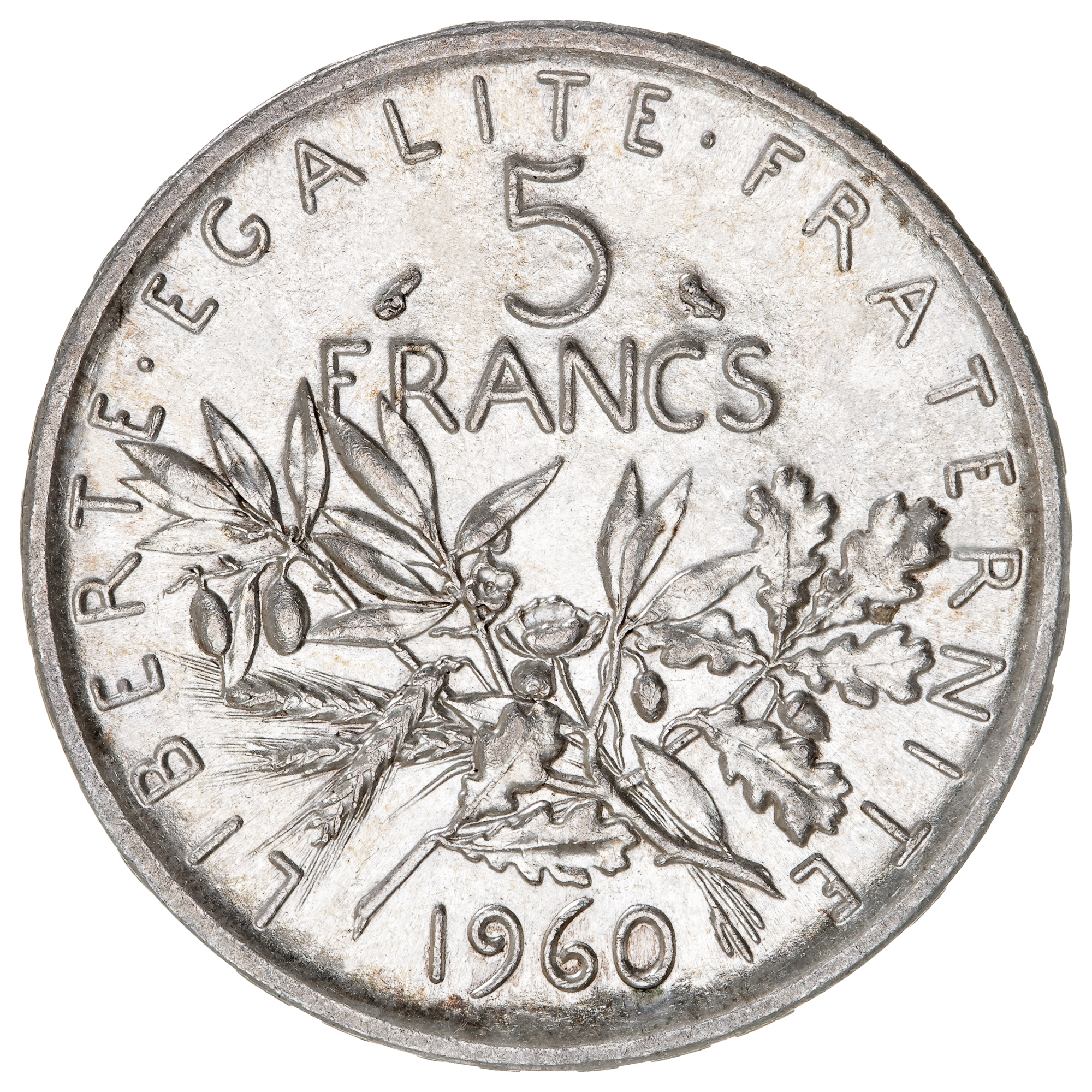
Pièce de 5 francs 1960

  - entrée en vigueur du nouveau franc égal à 100 anciens francs[1].
  - 47 supermarchés et hypermarchés[2].
  - indépendance du Cameroun[3].
- 4 janvier : 
  - création du Service d'action civique (SAC) par Alexandre Sanguinetti, Charles Pasqua et Étienne Leandri[4].
  - décès d'Albert Camus dans un accident de la route[5].
- 13 janvier: démission d'Antoine Pinay, Ministre des finances et des affaires économiques[1]. Wilfrid Baumgartner, jusque-là gouverneur de la Banque de France, lui succède.

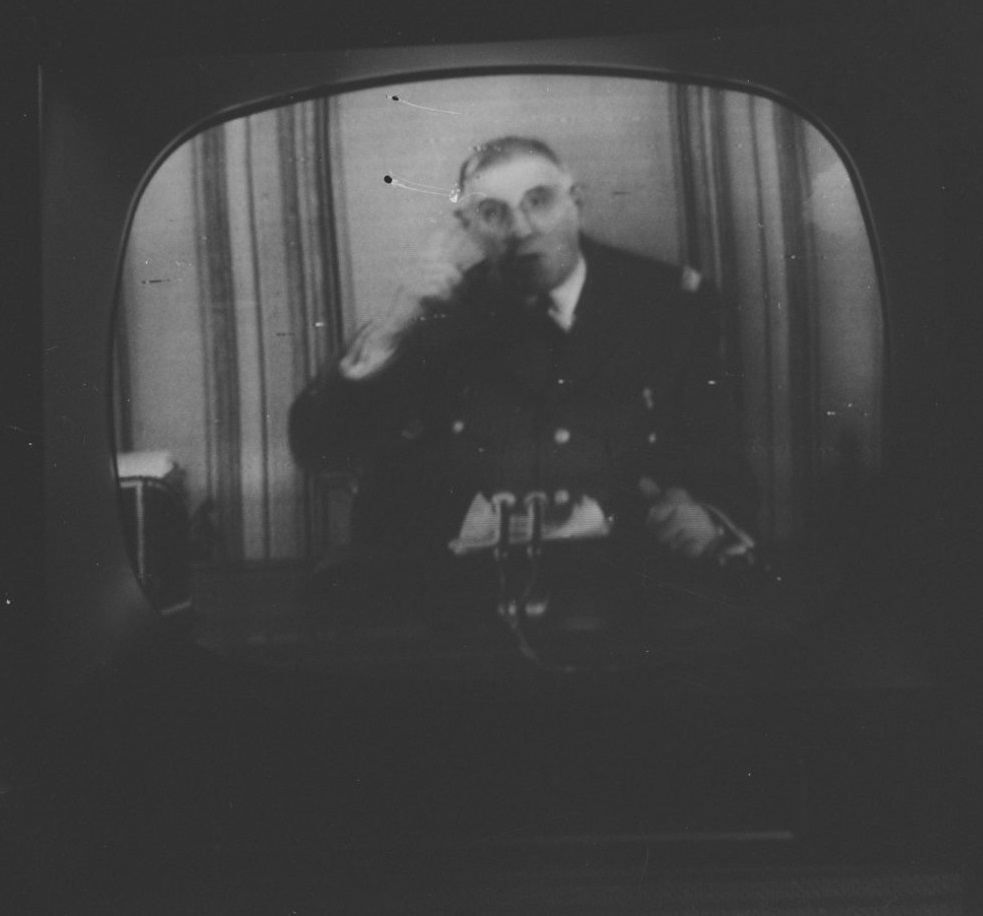
Discours radiotélévisé du président de Gaulle le 29 janvier 1960 qui en uniforme affirme fermement sa volonté de poursuivre la politique d'autodétermination en Algérie et rappelle à l'armée de respecter la discipline.

- 24 janvier - 1er février : « semaine des barricades » à Alger après la destitution du général Massu le 19 janvier. Une fusillade fait 20 morts[7].

### Février
- 2 février : l'Assemblée nationale vote les pleins pouvoirs au gouvernement Michel Debré pour un an[8].
- 5 février : éviction de Jacques Soustelle et de Bernard Cornut-Gentille du gouvernement Michel Debré[8].
- 11 février : violente manifestation d'agriculteurs à Amiens pour dénoncer la politique agricole du gouvernement (1 mort, 152 blessés)[9]. Des rassemblements se déroulent dans le calme à Clermont-Ferrand, Chartres, Bourges et Grenoble[10].
- 13 février : la France fait exploser sa première bombe atomique sur le site d'Hamoudia près de Reggane, dans le Sahara algérien[8]. Le tir de cette bombe A — baptisée « Gerboise bleue » — est effectué du haut d'une tour de 100 mètres. L'explosion contamine une zone de 150 kilomètres de diamètre[11]. Le Maroc proteste énergiquement et rappelle son ambassadeur à Paris. Cet essai permet à la France de devenir la quatrième puissance atomique du monde. Le président de Gaulle salue l'exploit en s'exclamant : « Hourra pour la France ! Depuis ce matin, elle est plus forte et plus fière. »[12]. Cet essai sera suivi par 210 autres explosions avant que la France ne signe le 24 septembre 1996, le Traité d'interdiction complète des essais nucléaires.
- 22-24 février : le XIVe congrès de la FNSEA se tient alors qu’ont lieu dans toute la France des manifestations paysannes et des barrages de routes contre l’abandon de l’indexation des prix agricoles[13]. Le président du syndicat agricole lance un appel en faveur de la convocation anticipée du Parlement[10].
- 24 février : arrestation de responsables du FLN en métropole et de membres du « réseau Jeanson » d'aide au FLN (les « porteurs de valise »). Le « réseau Curiel » prend le relais[14].

### Mars
- Le mouvement des insoumis et déserteurs français Jeune Résistance publie un manifeste contre la guerre d'Algérie[15].
- 3 mars : décret relatif aux conditions d'établissement des prix agricoles. L'indexation des prix de certains produit est partiellement rétablie[16].
- 3-5 mars : voyage d’inspection de trois jours en Algérie du président de Gaulle. Au cours de cette « tournée des popotes », il déclare que la question algérienne ne pourra être réglée qu’après la victoire des armées françaises[7].
- 15-18 mars : refus du président de Gaulle de convoquer la session extraordinaire du Parlement demandée par la majorité des députés pour débattre des problèmes agricoles[8],[10].
- 21 mars : Jacques Foccart est nommé secrétaire général de la Présidence de la République pour la Communauté française[17].
- 23 mars-1er avril : visite en France de Nikita Khrouchtchev[8].
- 26 mars : lancement de l'hebdomadaire Télé 7 jours[18].

### Avril
- 1er avril : « Gerboise blanche », second essai nucléaire français tiré à Reggane[11].
- 3 avril : fondation du Parti socialiste unifié (PSU)[8], fruit de la fusion de l'Union de la gauche socialiste (Claude Bourdet), du Parti socialiste autonome (Édouard Depreux) et de Tribune du communisme (Jean Poperen).
- 4 avril : accords sur l'indépendance de la Fédération du Mali[19]. Elle éclate le 20 août à la suite de désaccords entre le Sénégal et le Soudan[20].
- 12 avril : Éric Peugeot, âgé de quatre ans, fils de Roland et Colette Peugeot, est enlevé dans le parc du golf de Saint-Cloud. Il est libéré le 14 avril contre une rançon de 50 millions de francs. Les ravisseurs sont arrêtés le 5 mars 1961[21].
- 15 avril : décret sur la rationalisation des dispositifs d'incitation à la décentralisation industrielle et l'unification des taux des primes spéciales d'équipement[22].
- 18 avril : première apparition de Johnny Hallyday à la télévision dans l'émission L’École des vedettes d'Aimée Mortimer[23].
- 27 avril : indépendance du Togo[3].

### Mai
- 10 mai : début de la production de la Peugeot 404[24].
- 11 mai : mise à flot du paquebot France, à Saint-Nazaire, présidée par le président de Gaulle[25].
- 12 mai : décret relatif à l'organisation et au fonctionnement de la sécurité sociale. Création de l'URSSAF (Union de recouvrement des cotisations de sécurité sociale et d'allocations familiales), organisme privé chargé de la collecte des cotisations salariales et patronales destinées à financer le régime général de la Sécurité sociale[26].
- 31 mai : grève des cheminots[8].

### Juin
- 2 juin : création de 22 circonscriptions d'action régionale[27].
- 4 juin : ordonnance du président Charles De Gaulle sur le code pénal abolissant la distinction entre infractions à la sûreté extérieure de l’État et les infractions à la sûreté intérieure de l’État. Nouvelle définition pénale de « crimes et délits contre la sûreté de l’État » qui comprend les infractions compromettant la défense nationale et mettant en péril la paix intérieure, mais qui sont, les unes et les autres, autant d’atteintes à la sûreté de l’État[28].
- 7-12 juin : premier festival international du film d'animation d'Annecy[29].
- 10 juin : rencontre secrète à l’Élysée entre de Gaulle et Si Salah, le chef de la wilaya IV. dans le cadre de l’opération Tilsitt, tentative de la part du gouvernement français de négocier une paix séparée[7].
- 14 juin : de Gaulle se prononce pour « l’Algérie algérienne » et invite les « dirigeants de l'insurrection » à venir en France négocier la sortie de la crise[7].
- 19 juin : serment de Vincennes lors d'une manifestation laïque pour l'abrogation de la loi Debré[30].
- 20 juin : indépendance de la Fédération du Mali, formée du Mali et du Sénégal. Elle éclate au mois d’août[31].
- 22 juin : Francis Jeanson publie aux Éditions de Minuit Notre guerre, où il justifie son action de soutien au FLN. Le livre est saisi le 29 juin[32].
- 25-29 juin : échec des pourparlers de Melun entre le gouvernement français et le GPRA[7].
- 26 juin : indépendance de Madagascar[3].

### Juillet
- 1er juillet : baisse de 10 % des tarifs douaniers avec les pays de la CEE[33].
- 4 juillet : un décret modifie les dispositions de la loi de 1955 et autorise les concessionnaires à percevoir des péages sur les autoroutes françaises[34].
- 18 juillet : le sous-amendement Mirguet met l’homosexualité au rang des fléaux et sociaux permet au gouvernement de prendre « toutes mesures propres à lutter contre l'homosexualité »[35].
- 22 juillet : loi sur les parcs nationaux afin de « permettre un ensemble de réalisations et d’améliorations d’ordre social, économique et culturel, tout en rendant plus efficace la protection de la nature dans le parc » (art. 3)[36].
- 30 juillet : loi concernant la lutte contre les fléaux sociaux[35].

### Août
- 1er août : indépendance du Dahomey (Bénin actuel)[37]..
- 3 août : indépendance du Niger[38].
- 5 août :
  - indépendance de la Haute-Volta (actuel Burkina Faso)[39].
  - loi d’orientation agricole[16]. Création de la SAFER.
- 7 août : indépendance de la Côte d’Ivoire[20].
- 11 août : indépendance du Tchad[20].
- 13 août : indépendance de la République centrafricaine[20].
- 15 août : indépendance de la république populaire du Congo (Congo Brazzaville)[20].
- 17 août : indépendance du Gabon[20].

### Septembre
- 1er septembre : premier numéro du magazine Hara-Kiri lancé par François Cavanna et Georges Bernier[40].
- 5 septembre : le président de Gaulle affirme que « l’Algérie algérienne est en marche »[7].
- 5 septembre-1er octobre : procès du réseau Jeanson devant le Tribunal permanent des forces armées de Paris[41].
- 6 septembre : 121 personnes, dont Jean-Paul Sartre, signent un manifeste pour défendre le droit à l’insoumission dans la guerre d'Algérie publié dans le magazine Vérité-Liberté[42]. Cette déclaration fait scandale. Aucun grand journal ne prend le risque de publier le texte. Entre le 22 et le 29 septembre, plusieurs signataires sont suspendus de leurs fonctions[43].
- 22 septembre : indépendance du Mali[20].

### Octobre
- 1er octobre : Francis Jeanson est condamné par contumace à dix ans de prison[41].
- 7 octobre : le Manifeste des intellectuels français pour la résistance à l'abandon parait dans Le Figaro et Le Monde en réaction au Manifeste des 121[44].
- 12 - 14 octobre : l'assemblée des cardinaux et archevêques de France réunie à Paris condamne l'insoumission et les outrages à la personne humaine[45].
- 14 octobre : décret révisant les règles de procédure en matière de contentieux fiscal porté devant les tribunaux administratifs[46].
- 15 octobre : ordonnance Debré autorisant les pouvoirs publics à procéder à l'exil forcé en métropole des fonctionnaires de l'outre-mer troublant l'ordre public[47].

### Novembre
- 4 novembre : allocution radiotélévisée du Président Charles de Gaulle à l'Élysée qui évoque « la République algérienne ». Il annonce la tenue d'un référendum sur l'autodétermination de l'Algérie (8 janvier 1961)[48].
- 28 novembre : indépendance de la Mauritanie[20].

### Décembre
- 9 décembre - 13 décembre : manifestations contre De Gaulle lors de son voyage à Alger et à Oran[7]. 120 morts (dont 8 Européens) selon le bilan officiel.
- 27 décembre : la France procède à son troisième tir nucléaire, « Gerboise rouge », à Reggane au Sahara[11].